# Hotel Fábrica do Chocolate
O Hotel Fábrica do Chocolate fica localizado no edifício onde em tempos funcionou a mais antiga fábrica de chocolate de Portugal, fundada no ano de 1914 em Viana do Castelo, por um empreendedor local, José Lima. Poucos anos mais tarde, em 1922, a Fábrica de Chocolate passou para novas instalações, ficando situada no edifício na Rua do Gontim, na baixa da cidade, que havia sido propositadamente construído para o efeito. O edifício foi projetado pelo arquiteto vianense José Fernandes Martins (1866-1945).
A Fábrica de chocolate deixou de funcionar nesse edifício em 2004, tendo a empresa sido comprada e deslocalizada para novas instalações em Barcelos.  O edifício ficou inutilizado desde então, até ter sido adquirido com vista à sua recuperação e desenvolvimento de um projeto turístico de Hotel, Restaurante e Museu temáticos de chocolate. Desde que começaram as obras e, especialmente, desde que abriram a Fábrica do Chocolate Hotel Museu e Restaurante, têm recebido inúmeras visitas de muitos antigos trabalhadores e conhecidos da antiga Fábrica de Chocolate.